# Chelyorchis
Chelyorchis là một chi thực vật có hoa trong họ, Orchidaceae.